# Drogeo

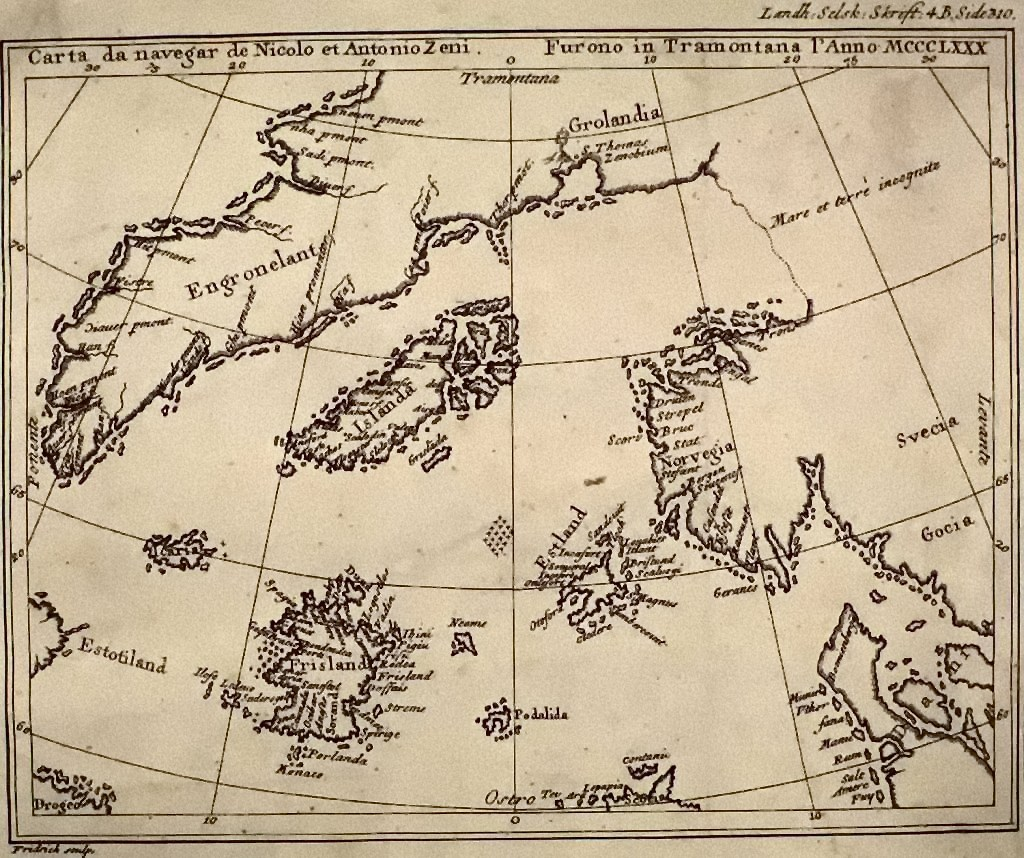
Carta marina di Zeno (1558) indicante Drogeo (in basso a sinistra).

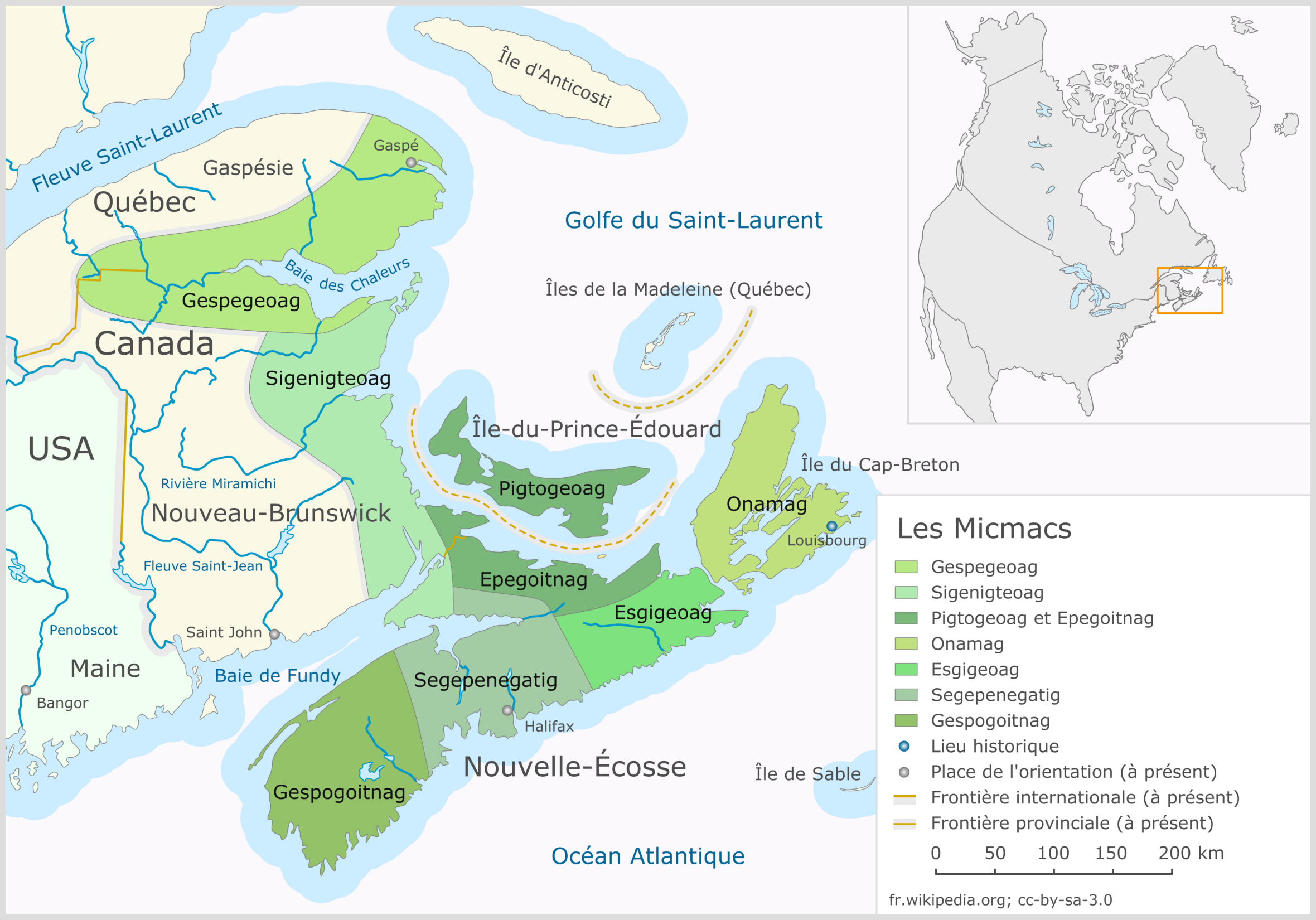
Carta dei territori Mi'kmaq sul territorio Drogeo

Drogeo (o Drageo) è un luogo geografico indicato su certe carte marine in epoca medievale. La sua localizzazione sarebbe a sud dell'isola di Terranova, sul lato dell'Isola del Capo Bretone e della Nuova Scozia, o anche della Nuova Inghilterra.

## Cartografia
La Mappa di Zeno dei fratelli Nicolò e Antonio Zeno, pubblicata nel 1558, indica molte isole a ovest dell'Oceano Atlantico (Groenlandia, Estotiland, Drogio, ecc.) scoperte nel viaggio dei fratelli Zeno circa nel 1390.

## Descrizione
Drogeo è descritto come una grande isola e anche come un continente situato appena a sud dell'isola di Estotiland. Drogeo era abitata da barbari cannibali che vivevano nudi.

## Linguistica
Il termine "Drogeo" è simile ai nomi che gli amerindi della Nazione Mi'kmaq hanno dato a diversi luoghi dei loro territori. Troviamo la fonetica [geo] di Drogeo in luoghi come Gespegeoag, Pigtogeoag e Esgigeoag. L'etimologia della parola "Drogeo" permette di constatare che si ritrova [geo] in tutti questi toponimi.
Ciò tenderebbe a dimostrare la veridicità di questa mappa; Drogeo può essere un diminutivo di un'espressione locale amerindiana Drogeoag che l'equipaggio di Nicolò Zeno avrebbe troncato in "Drogeo" per la non conoscenza della lingua dei "Mi'kmaq".